# Peromyscus pseudocrinitus
Peromyscus pseudocrinitus é uma espécie de roedor da família Cricetidae.
Apenas pode ser encontrada no seguinte país: México.